# Renault 50/60 CV
Der Renault 50/60 CV war eine Pkw-Modellreihe des französischen Automobilherstellers Renault aus der Zeit vor dem Zweiten Weltkrieg. Dabei stand das CV für die Steuer-PS. Zu dieser Modellreihe gehörten:
- Renault Type AR (1907–1909)
- Renault Type BH (1909–1910)